# Мескер-Юртовское сельское поселение
Мескер-Юртовское се́льское поселе́ние — муниципальное образование в Шалинском районе Чечни Российской Федерации.
Административный центр — село Мескер-Юрт.

## История
Статус и границы сельского поселения установлены Законом Чеченской Республики от 20 февраля 2009 года № 10-РЗ «Об образовании муниципального образования Шалинский район и муниципальных образований, входящих в его состав, установлении их границ и наделении их соответствующим статусом муниципального района, городского и сельского поселения».

## Население
| 2010    | 2012    | 2013    | 2014    | 2015    | 2016    | 2017    |
| ------- | ------- | ------- | ------- | ------- | ------- | ------- |
| 10 368  | ↗10 663 | ↗10 843 | ↗11 057 | ↗11 362 | ↗11 599 | ↗11 764 |
| 2018    | 2019    | 2020    | 2021    | 2023    | 2024    |         |
| ↗11 917 | ↗12 077 | ↗12 224 | ↗12 623 | ↗12 883 | ↗13 133 |         |

## Состав сельского поселения
| № | Населённый пункт | Тип населённого пункта | Население |
| - | ---------------- | ---------------------- | --------- |
| 1 | Мескер-Юрт       | село                   | ↗13 133   |